# ペンシルベニア大学

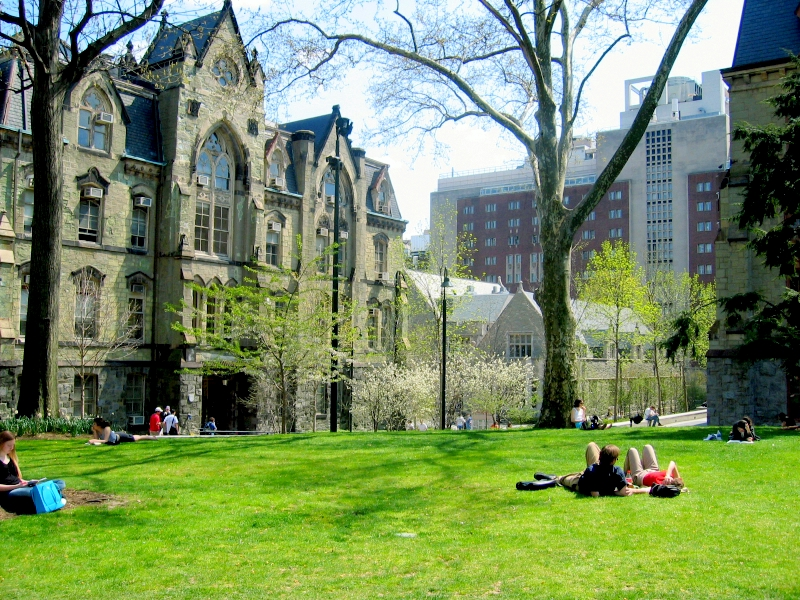
College Green

ペンシルベニア大学（The University of Pennsylvania）は、アメリカ合衆国のペンシルベニア州、フィラデルフィアに所在する私立大学。1740年設立。略称はPenn、UPenn。アイビー・リーグの1校で、学部課程の合格率が4.9% （2025年）と全米最難関大学の一つである。米国の総合大学としては、比較的珍しく大都市に位置する都市型大学でもある。
全米で初めて"University"と名付けられた教育機関であり、学部と大学院を兼ね備えた全米初の大学でもあった。設置年度(1755年)としては全米で6番目に古いとされる。また、北米で最初に医学部(1765年)、全米で最初にビジネス・スクール(1881年)を設置した大学である。
修士・博士課程を重視する研究拠点大学で36人のノーベル賞受賞者を出しているほか（大学別では世界20位）、ウォートン・スクールはビジネス・スクールの各種ランキングで長年にわたって第1位となっている。
イーロン・マスクや第45代・第47代アメリカ大統領のドナルド・トランプなど富裕な卒業生が多いことでも知られ、世界で最も富裕な400人をリストアップしたフォーブス誌の「フォーブス400」ランキングには、ペンシルベニア大学の卒業生が2022年の時点で17人と米国内の大学としては第1位だった。また保有資産が3000万ドル（約46億円）を超す富裕層となった卒業生数も、2022年の時点で7500人超と米国内の大学で第3位である。
1年間の学費（教材費・寮費・生活費など含まず）は約6万6000ドル（約1千万円）と発表されている。
モットーは 「良識のない法は無益である:（Leges Sine Moribus Vanae）」。

## 沿革
ベンジャミン・フランクリンが創設者かつ初代学長で創立時の校名は「フィラデルフィア・アカデミー」であった。イギリス植民地の大学としてハーバード大学、ウィリアム・アンド・メアリー大学、セントジョンズ大学、イェール大学に次いで1740年に植民地議会によって設立され、アメリカ独立に先行する長い歴史を持っている。 独立宣言の9人の署名者と合衆国憲法の11人の署名者が大学創立と関連していた。
初代理事長のウィリアム・スミスは英国国教会（イングランド国教会）の司祭で、評議員の4分の3も英国国教会の関係者であり、創設者のフランクリンもフィラデルフィアのクライスト・チャーチに通う英国国教会（聖公会）の信徒であったが、フランクリンの先駆的な指導のもと、意図的に特定の宗派と直接関係しないように設立された。
フランクリンは、イェールなどの他のコロニアル・カレッジと異なり、単に聖職者を養成する機関としてではなく、従来の古典教育と神学に加えて商業と公務のための実用教育にかなう革新的な高等教育機関の創設を提唱した。他の理事の反対で実現はしなかったが、彼の提唱した教育計画は全米初の近代的リベラルアーツ・カリキュラムであった。この考えに基づき、伝統的に医学や経済学、法律学等の実学に重きが置かれた研究・教育がなされている。
ペンシルベニア大学は、ヨーロッパの大学によって開発された多くの学問領域を綜合した最初の研究機関であり、前述したように"University"と公式に名付けられた全米最初の組織でもあった。
1994年にジュディス・ロディンが第7代学長に就任し、アイビー・リーグの中では初めて女性の学長が誕生した。2004年に就任した第８代学長のエイミー・ガットマンも女性だった。ガットマンは反ユダヤ主義への対応などが批判され2023年に辞任、2024年時点では医学部から選出されたＪ・ラリー・ジェイムソンが暫定学長としてその後を継いでいる。

## キャンパス

### 立地
1740年の設立当初は、フィラデルフィアのセンターシティにキャンパスを構えていたが、1872年に現在の場所であるセンターシティからスクールキル川を渡った西側にキャンパスを移転した。現在では地区一帯がユニバーシティ・シティと呼ばれており、隣接するドレクセル大学とともに全米有数の学園都市を形成している。
他の多くの大学と異なり、全ての学部・大学院が同一キャンパス内にあり、その特性から大学内での共同研究が非常に盛んである。ペンシルベニア大学病院、フィラデルフィア小児病院や、全米初の独立生物医学研究所であるウィスター研究所も同一キャンパス内に存在する。モリス・アーボレータムのように離れた場所に位置する施設もある。

### 見所
キャンパス内にはSEPTAの地下鉄駅(33rdと36th Street駅)と近郊電車駅(ユニバーシティ・シティ駅)がある。また、ペンシルベニア大学考古学・人類学博物館やフランクリン・フィールドなどの施設があり、観光客も多く訪れる。以下はキャンパス内の代表的な見所である。
- ペンシルベニア大学考古学・人類学博物館: 1887年に設立されたペンシルベニア大学最古の博物館。12トンのエジプトのスフィンクスが有名。また、およそ100万点の展示物があり、この中には、シュメールのくさび形文字の粘度板（世界で最古の文字)、エジプトのミイラ、中国の皇太后が所有していた水晶玉、古代マヤの大石像、王家の墓地からの4,500年前の宝石などがある。[15]
- フランクリンフィールド: 1895年に開かれた競技場。毎年4月には全米最古の陸上競技大会であるペン・リレーが開かれる。
- ベンジャミン・フランクリン像: カレッジ・ホール前にある像は、大学の象徴とも呼べる像で、多くの観光客が写真を撮っていく。
- LOVE 彫刻: ロバート・インディアナの有名な彫刻作品であるLOVEの一つ。フィラデルフィアにはセンターシティのLOVE PARKにも同じ彫刻がある。

## 大学構成

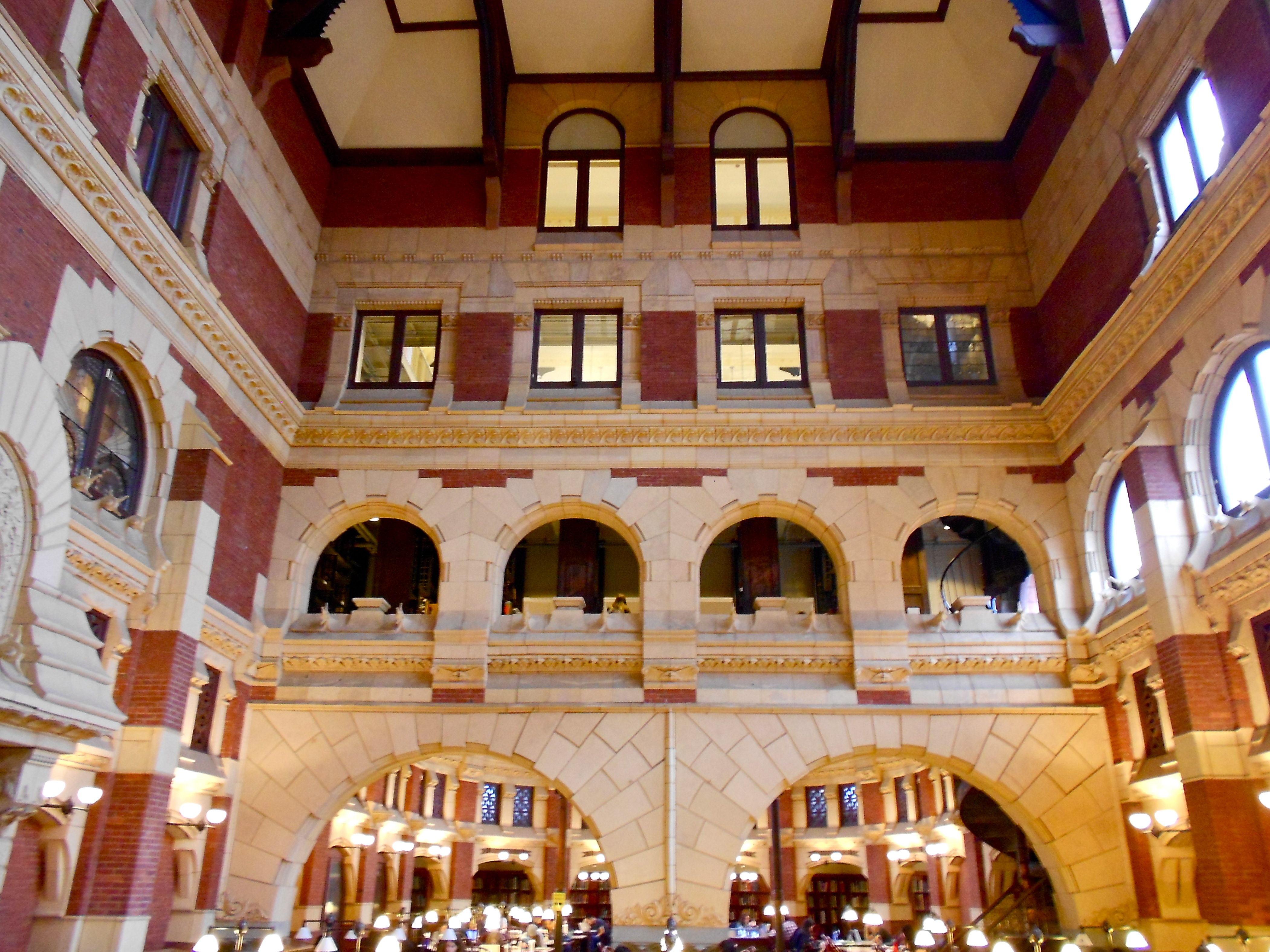
総合図書館

ペンシルベニア大学は、医学、人文科学、建築学、エンジニアリング、および教育学における草分けと認められている。北米最古の医学部、金融および会計学などで名声の高い、ウォートン・スクールと呼ばれるビジネス・スクール、さらには法律の専門教育機関であるロー・スクール（Penn Law）が特に有名である。

### 学部
ペンシルベニア大学は以下の4つの学部を持っている。
- 教養学部
- 経営学部
- 工学部
- 看護学部

### 大学院

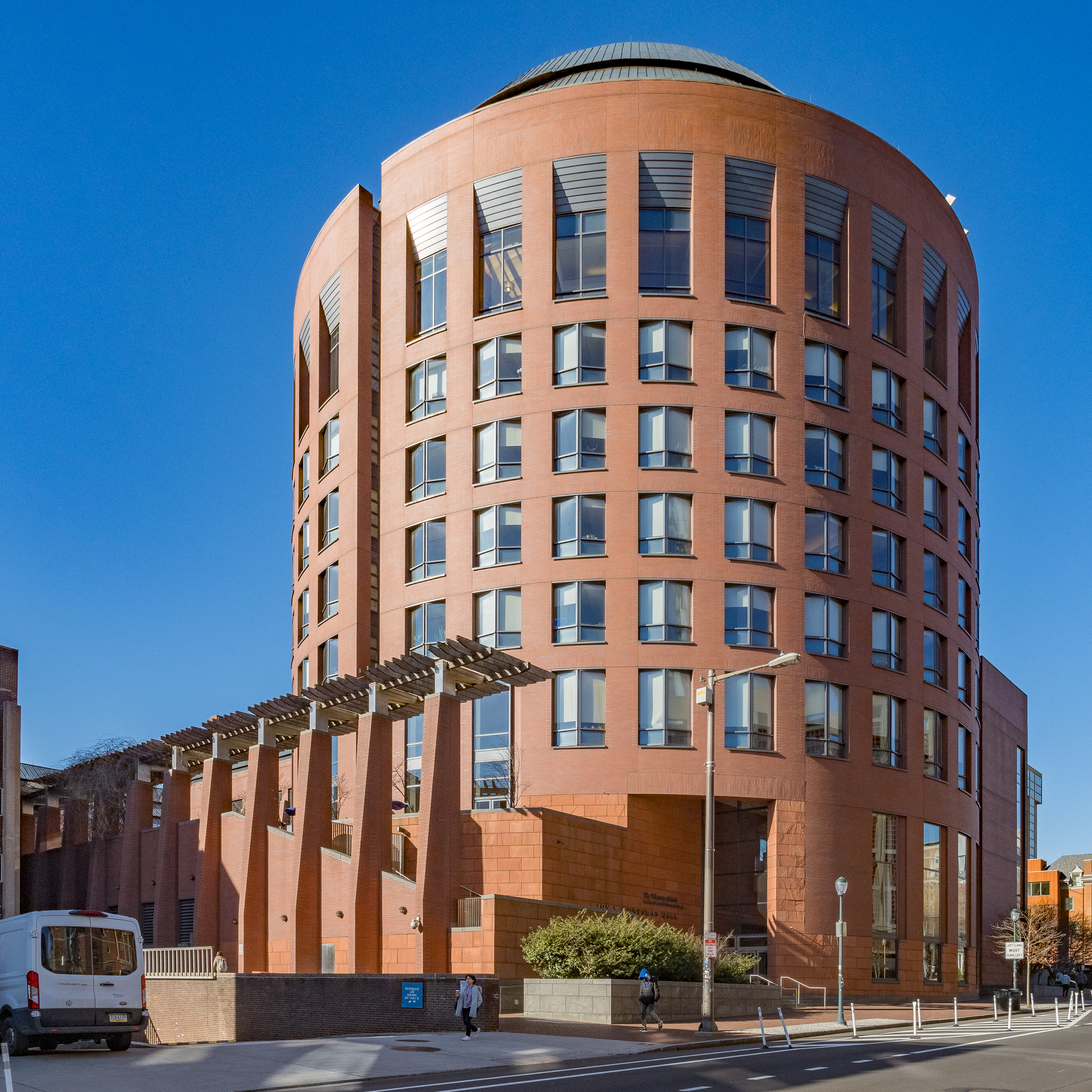
ウォートン・スクール

大学院プログラムはペンシルベニア大学における研究の中核である。以下の専門大学院は全米で常にトップクラスにランキングされている。全部で12の大学院がある。
- ウォートン・スクール（Wharton）：ビジネススクール（経営大学院）
- ペンシルベニア大学 医学大学院（Penn Med、ペレルマン医学大学院）：このメディカルスクールは、ペンシルベニア大学病院の運営を行っている他、小児科病院で全米第1位のフィラデルフィア小児病院を含むいくつかの病院と提携をしている。
- ペンシルベニア大学ロースクール（Penn Law）：ロースクール（法科大学院）
- 社会政策・社会実践大学院
- アネンバーグコミュニケーション大学院
- 教養科学大学院
- 教育学大学院
- 歯科大学院
- 看護大学院
- 獣医学大学院
- 工学応用科学大学院
- デザイン大学院（旧芸術大学院）

## 研究

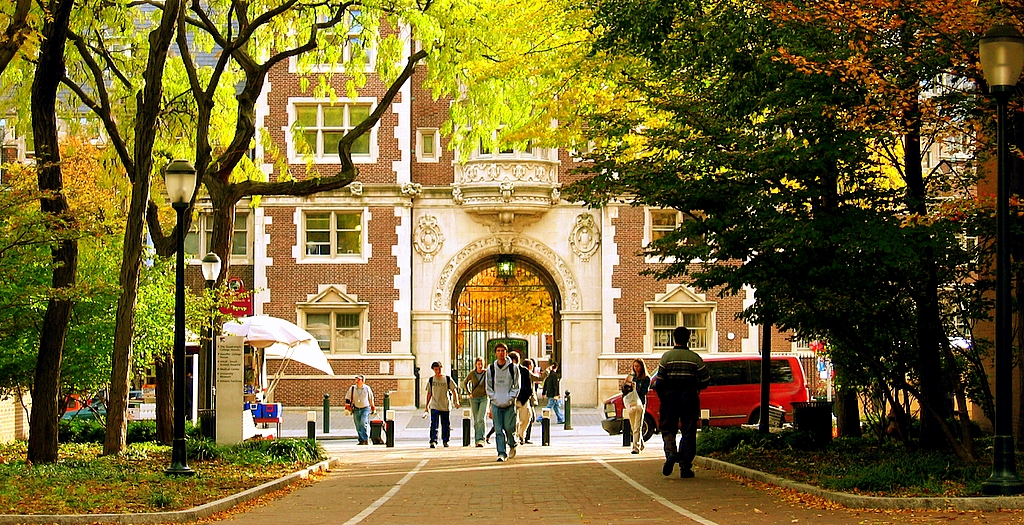
Upper Quad Gate

ペンシルベニア大学は、ジョンズ・ホプキンス大学やハーバード大学とともに、生物医学研究に関する重要な研究拠点である。 医科大学院は全米で最も重要とされる研究機関の一つとして存在しており、1000人を超える教授陣が在籍する。ジョンズ・ホプキンス大学についで、国立予防衛生研究所(NIH)から第2位の額の研究費が与えられており、国家最大級の研究計画を担っている。

## 学生

### 学生内訳
2014年度卒業生での人種構成は、40.8%がアジア系、ヒスパニック、アフリカン・アメリカンだった。また、現在51.1%の学生が女性である。
留学生も多く、11%以上の1年生が他国からの学生である。その内訳は、2014年度卒業生ではアジア50.2%、アフリカ及び中東9.2%、ヨーロッパ17.7%、カナダ及びメキシコ15.5%、カリブ海・中央アメリカ・南アメリカ4.8%、オーストラリア及び太平洋諸島1.1%である。留学生の合格率は、4390人中411人合格で9.4%であった。大学全体で多様性に重点を置いており、非常に多文化・多国籍なのが特色である。
2021年度フレッシュマンSATの平均点は1600満点中 1480-1570点、ACTスコアは36点満点中33-35、合格率は6%であった。

### The Daily Pennsylvanian
The Daily Pennsylvanianとは、学生が独立して発行する学内新聞であり、その歴史は1885年に遡る。250人以上の学生からなり、毎週発行されている。2015年3月には、女優でブラウン大学卒のエマ・ワトソンがペンシルベニア大学大学院に入学するとの"Joke Issue"により、ネット上を騒がせた。

## 大学ランキング
- USニュース国内大学ランキング ─ 第6位（2024）[17]
- USニュース国内大学ビジネス部門 ─ 第1位（2024）[17]
- THE世界大学ランキング ─ 第16位（2024）[18]
- THE米国内大学ランキング ─ 第12位（2024）[18]

US NEWSの大学院ランキングでは、MBAは常に世界第1位から3位、医学/医療系大学院は常に全米トップ2位から5位にランキングされている。
- 経営大学院(修士課程): 第1位(2020年)
- 医科大学院: 第3位（研究部門）/ 第10位（プライマリ・ケア部門） (2020年)
- 看護大学院: 第2位 　(2020)
- 獣医学大学院: 第4位 (2019年）
- 法科大学院(J.D.): 第4位 (2023年）
- 教育学大学院: 第1位(2022)
- 工学応用科学大学院: 第17位(2020)

2022年 世界ベスト医学大学院ランキング
- 医学大学院：第７位 (2022年) [19]

ファイナンシャル タイムズMBA世界ランキング
- ウォートン・スクール（Wharton School) : 第1位 [20](2022年）

そのほか
- 個人資産10億ドル以上の世界億万長者出身校ランキング: 第1位 [21]

## 著名人
ノーベル賞受賞者を36人、アメリカ合衆国大統領を2人輩出している。また、ウォートン・スクールは多くの著名な実業家を輩出していることから、特に財界と学界において、確固たる地位を築き上げている。

## ギャラリー

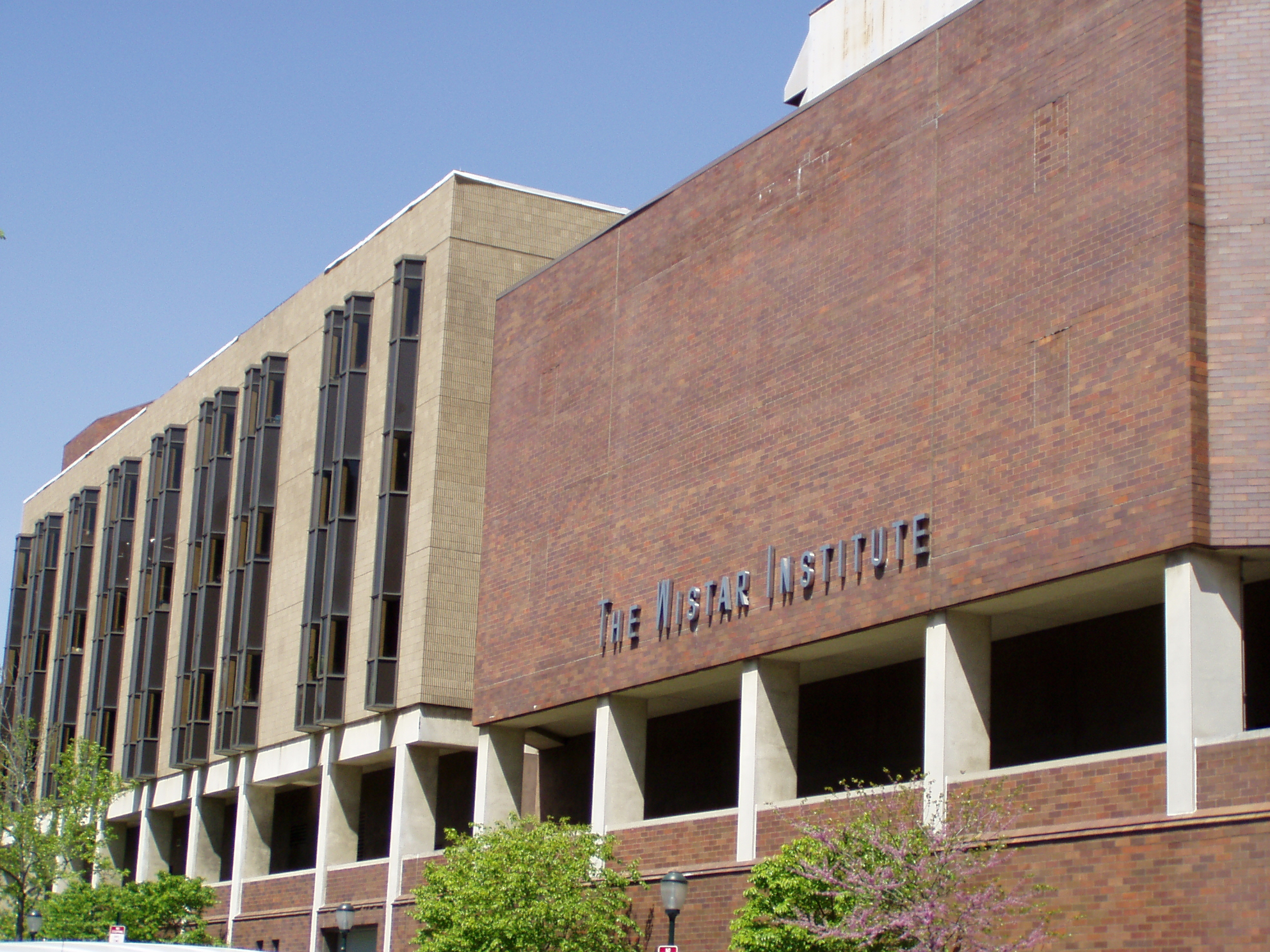
ウィスター研究所
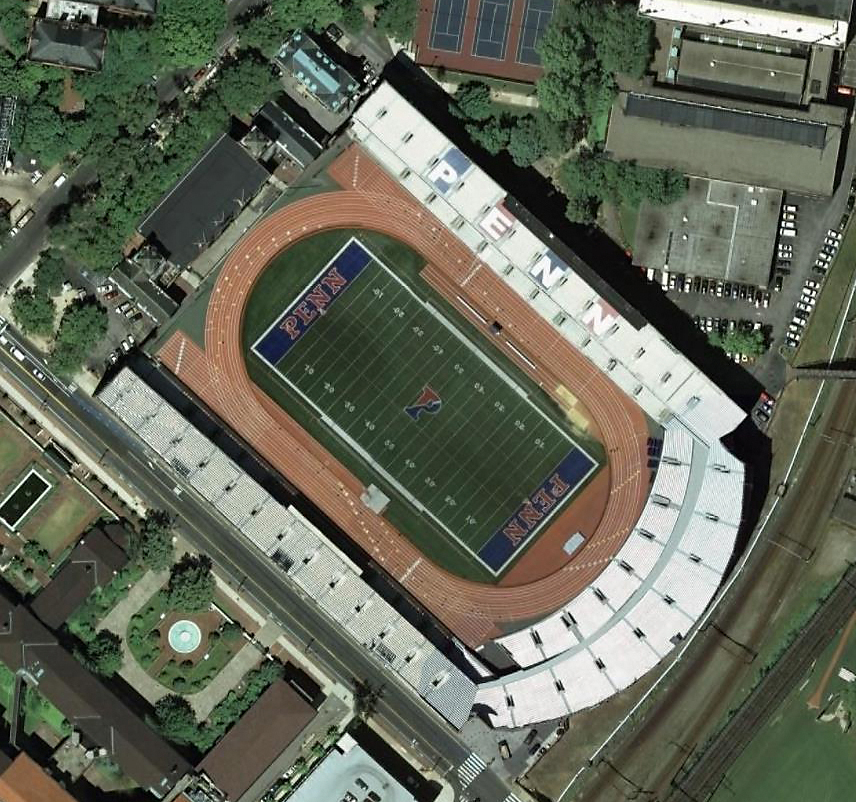
フランクリンフィールド